# Volavec
Volavec je vesnice, jihozápadní část obce Radostná pod Kozákovem v okrese Semily. Nachází se asi 3 km na jihozápad od hory Kozákov.
Volavec je také název katastrálního území o rozloze 1,66 km².

## Historie
První písemná zmínka o vesnici pochází z roku 1403.

## Pamětihodnosti
- Kaplička